# Zona Industriale
Zona Industriale ist der 17. von den 30 Stadtteilen (Quartieri) der süditalienischen Hafenstadt Neapel. Er liegt am Meer und gehört sozioökonomisch gesehen zur östlichen Peripherie von Neapel.

## Geographie und Demographie
Zona Industriale ist 2,68 Quadratkilometer groß und hat 6082 Einwohner.